# تريفور ودمان
تريفور ودمان (بالإنجليزية: Trevor Woodman)‏ هو لاعب اتحاد الرغبي ومقدم تلفزيوني بريطاني، ولد في 4 أغسطس 1976 في بليموث في المملكة المتحدة.

## وصلات خارجية
- تريفور ودمان على موقع دوري الرغبي الممتاز (الإنجليزية)
- تريفور ودمان عل موقع إسبنسكروم (الإنجليزية)